# Adamsit
Adamsit (Trivialnamen: Diphenylaminchlorarsin, Phenarsazinchlorid) ist ein Nasen- und Rachenkampfstoff mit sehr geringem Dampfdruck. Die Verbindung wurde 1913 von dem deutschen Chemiker Heinrich Wieland und 1918 vom US-amerikanischen Kollegen Roger Adams unabhängig voneinander entwickelt. Nach Roger Adams wurde die Substanz benannt.
Die arsenhaltige organische Verbindung reizt Nase und Rachen. Ihre Wirkung ist vergleichbar mit Diphenylarsinchlorid, übertrifft sie aber. Adamsit war daher im Ersten Weltkrieg als Maskenbrecher beim sogenannten Buntschießen vorgesehen, wurde aber im Gegensatz zu den verwandten Stoffen Diphenylarsinchlorid und Diphenylarsincyanid nicht eingesetzt, obwohl mehrere Kriegsparteien größere Mengen davon produziert hatten. Zuletzt wurde es in den 1960ern im Vietnamkrieg eingesetzt. Im Jahr 2003 wurde berichtet, dass Nordkorea größere Mengen des Stoffes produziere und einlagere.

## Wirkung
Adamsit hat eine kurze, aber deutlich ausgeprägte Latenzzeit zwischen Einwirkung des Stoffes und Auftreten der ersten Symptome. Diese Zwischenzeit von bis zu drei Minuten macht das Adamsit als Polizeiwaffe heutzutage nur noch bedingt interessant, da meist weiterentwickeltes Tränengas mit geringerer Latenzzeit von der Polizei eingesetzt wird. Dennoch wird Adamsit auch heute noch in einzelnen Staaten von der Polizei angewendet, um mithilfe der relativ intensiven Wirkung des Kampfstoffes Menschenmassen aufzulösen. Nach der Verzugszeit setzen zunächst Speichelfluss und Absonderung von Nasensekret ein, es folgen Husten und Niesen, Übelkeit und Erbrechen und schließlich Stirnhöhlenschmerzen, Atemnot und starke Schmerzen hinter dem Brustbein, die sich nach Entfernung des Betroffenen aus der vergifteten Atmosphäre oft noch verstärken, stundenlang anhalten und bei dem Vergifteten Angstzustände hervorrufen können.